# To (film 2017)
To (tytuł oryg. It; alternatywnie It: Chapter One, It: Part 1 − The Losers' Club) – amerykański film fabularny z 2017 roku, którego reżyserem jest Andy Muschietti. Powstał na podstawie scenariusza Chase’a Palmera, Cary’ego Fukunagi i Gary’ego Daubermana, adaptującego powieść autorstwa Stephena Kinga, To. Akcja filmu toczy się w fikcyjnym miasteczku Derry w stanie Maine, gdzie grupa dzieci prześladowana jest przez morderczego klauna. Światowa premiera horroru odbyła się 5 września 2017 w Los Angeles.
Kontynuacja filmu, To: Rozdział 2 (It Chapter Two) pojawiła się w kinach w Polsce i USA 6 września 2019. W rolę dorosłej Beverly wcieliła się Jessica Chastain.

## Fabuła
Akcja toczy się w fikcyjnym miasteczku Derry w stanie Maine, gdzie grupa dzieci prześladowana jest przez morderczego klauna Pennywise'a.

## Obsada
- Jaeden Lieberher − William „Bill” Denbrough
- Bill Skarsgård − Pennywise, tańczący klaun / To
- Sophia Lillis − Beverly „Bev” Marsh
- Finn Wolfhard − Richard „Richie” Tozier
- Jack Dylan Grazer − Edward „Eddie” Kaspbrak
- Jeremy Ray Taylor − Benjamin „Ben” Hanscom
- Wyatt Oleff − Stanley „Stan” Uris
- Chosen Jacobs − Michael „Mike” Hanlon
- Nicholas Hamilton − Henry Bowers
- Jackson Robert Scott − George „Georgie” Denbrough
- Javier Botet − trędowaty
- Steven Williams − Leroy Hanlon

## Odbiór

### Box office
Do 7 lutego 2017 roku film zainkasował w sumie ponad 700 milionów dolarów, przy budżecie 35 mln USD. Stał się horrorem z najlepszym wynikiem box-office'owym po pierwszym weekendzie emisji w kinach.

### Krytyka
Odbiór filmu przez krytyków był pozytywny. W agregującym recenzje filmowe serwisie Rotten Tomatoes, 86% z 359 opinii jest pozytywne, a średnia ważona ocen wyniosła 7,23/10. W analogicznej witrynie Metacritic średnia ocen z 49 recenzji wyniosła 69/100.
Sara Michelle Fetters (MovieFreak.com) uznała projekt za „wspaniale wyprodukowany list miłosny, kierowany do Stephena Kinga”. Felix Vasquez Jr. (Cinema Crazed) chwalił film za to, że jest „upiorny”, ale docenił go też za „dramatyczne przedstawienie czasu dojrzewania”.
Albert Nowicki (His Name Is Death) stwierdził, że film jest „adaptacją w znacznej mierze zadowalającą”, a serwis His Name Is Death sklasyfikował To jako jeden z najlepszych horrorów 2017 roku.